# زوریتسا پاویچویچ
زوریتسا پاویچویچ (صربی: Зорица (Драговић) Павићевић؛ زادهٔ ۹ مهٔ ۱۹۵۶) بازیکن هندبال اهل یوگسلاوی بود.